# Stachyris
Genre
Le genre Stachyris regroupe treize espèces de timalies, passereaux de la famille des Timaliidae.

## Liste des espèces
Selon la classification de référence du Congrès ornithologique international (version 13.2, 2023) :
- Stachyris nigricollis (Temminck, 1836) – Timalie à gorge noire
- Stachyris grammiceps (Temminck, 1828) – Timalie à poitrine blanche
- Stachyris maculata (Temminck, 1836) – Timalie maculée
- Stachyris nigriceps Blyth, 1844 – Timalie à tête rayée
- Stachyris poliocephala (Temminck, 1836) – Timalie à tête grise
- Stachyris nonggangensis Fang & Aiwu, 2008 – Timalie de Nonggang
- Stachyris herberti (Baker, ECS, 1920) – Timalie de Herbert
- Stachyris humei (Mandelli, 1873) – Timalie à gros bec
- Stachyris roberti (Godwin-Austen & Walden, 1875) – Timalie de Robert
- Stachyris leucotis (Strickland, 1848) – Timalie oreillarde
- Stachyris thoracica (Temminck, 1821) – Timalie à col blanc
- Stachyris oglei (Godwin-Austen, 1877) – Timalie d'Austen
- Stachyris strialata (Müller, S, 1836) – Timalie à cou tacheté